# Kálmán Rimanóczy (fiul)
Kálmán Rimanóczy  (n. 1 mai 1870, Oradea, Austro-Ungaria – d. 11 iunie 1912, Viena, Austro-Ungaria) a fost un arhitect maghiar orădean, fiul arhitectului Kálmán Rimanóczy Senior.

## Biografie
Kálmán Rimanóczy senior și Irén Kapolnay au avut doi fii, Kálmán și Béla, ce au fost arhitecți la fel ca și tatăl lor. După ce a lucrat un timp la Budapesta, a venit la Oradea ca partener al tatălui.
După moartea tatălui a continuat opera de proiectare la Oradea.
A construit case familiale, clădiri publice în Oradea, cinci castele rurale (castelul Lovassy din Batăr, Bihor, conacul lui István Tisza, castelul Bölönyi din Pusztaszilas, castelul Karolyi din Nagyszénás, castelul Schwartz din Doba), castelul baronului Boraemisza Elemer din Asuaj, Maramureș,precum și hoteluri, spitale, biserici. A procedat la un amestec de stiluri, în spiritul epocii.
Tânărul Kálmán Rimanóczy a murit la 42 de ani într-un sanatoriu lângă Viena. A fost îngropat în cimitirul din cartierul Olosig al Oradei, demolat de comuniști și transformat în parc. Osemintele familiei Rimanoczy și ale altor personalități au fost mutate de episcopul József Tempfli în Biserica Baraților din Oradea (Barátok temploma).

## Lucrări
- Oradea, Clădirea Cercului Catolic (Aleea Gojdu 5, fostă Romană) 1895
- Oradea, Bazarul, fosta Piață Bémer, actuala Piață Ferdinand I, 1899 - ?
- Oradea, Palatul Finanțelor (Policlinica 2) (Calea Republicii 26) 1899-1900
- Oradea, Spitalul de Boli Mintale și Nervoase, 1902-1904
- Oradea, Primăria Oradiei, 1901-1903 (proiectare și construcție)
- Oradea, Spital de Boli Mintale (Strada Louis Pasteur 69), 1902-1903
- Oradea, Fabrica de hamei, 1903
- Oradea, Sediul Companiei de Reglementare și Drenare a Apelor din Berettyó, 1904/6.
- Oradea, Biserica Romano-Catolică Olosig (maghiară: Barátok temploma) (transformări) (Parcul Schlauch Lőrinc) 1903-1905
- Oradea, Palatul Episcopiei greco-catolice, Centru, 1905 (inițial, reședința familiei Rimanóczy)
- Oradea, Vila Varna, 1905
- Asuaj, Maramureș, Conacul baronului Boraemisza Elemer, 1904
- Oradea, Palatul Moskovits Miksa (fosta Strada Principală, actuala Calea Republicii nr.15), 1904-1905
- Oradea, Palatul Rimanóczy Sr. (fosta Strada Principală, actuala Calea Republicii nr. 6, fosta Piață Szécheny, intrarea de pe colț) 1905
- Oradea, Banca Centrală de Economii
- Oradea, Institutul pentru Boli de Plămâni (fosta Grădină Bunyitay - după istoricul Vince Bunyitay - numită in perioada comunistă Parcul Muncitoresc, acum Parcul Ion C. Brătianu, fiind cel mai mare parc al orașului) 1906
- Oradea, Banca Centrală de Economii (fosta Piață Bémer, actuala Piață Ferdinand nr. 4.) 1907, extindere: 1912
- Debrecen, Palatul Prima Banca de Economii , 1908-1910 [3]
- Croația, Crikvenica. Hostelul Miramare, 1908 [4]
- Oradea, Palatul Darvassy 1910 (Calea Republicii nr. 13) [5]
- Oradea, Vila Okányi-Schwartz împreună cu Marcell Komor și Dezső Jakab, 1912
- Oradea, Casa Bölöny (fosta Stradă Puchner, 5) 1912
- Sighetu Marmației, Institutul de Boli Mintale [6]
- Oradea, Școala de Jandarmi, 1911-1913
- Oradea, Palatul Apollo, 1912-1914 (după moartea lui, l-a terminat partenerul de lucru, Tivadar Krausze) [7]

## Galerie foto

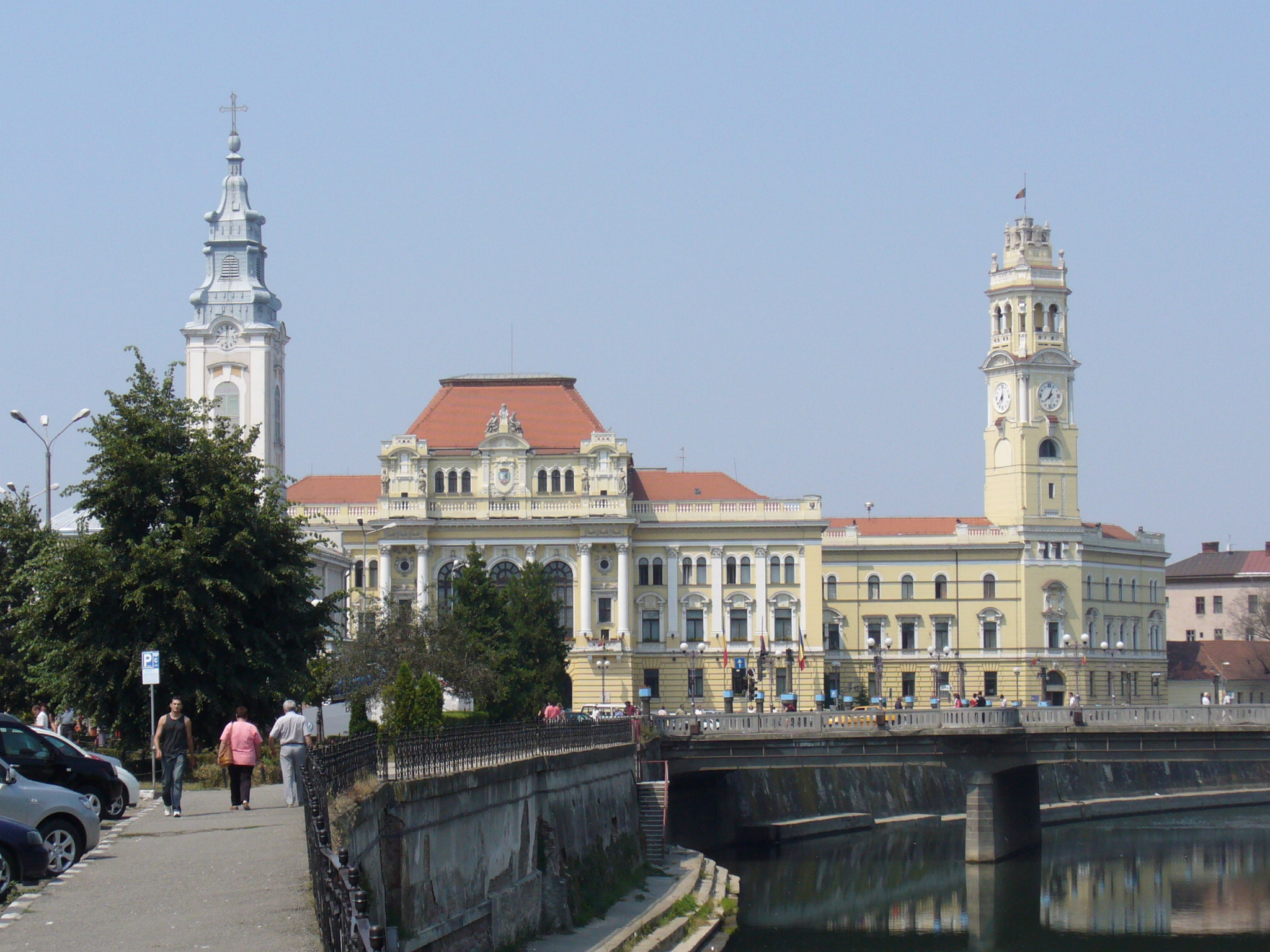
Primăria municipiului Oradea cu faimosul turn cu orologiu, 1901-1903
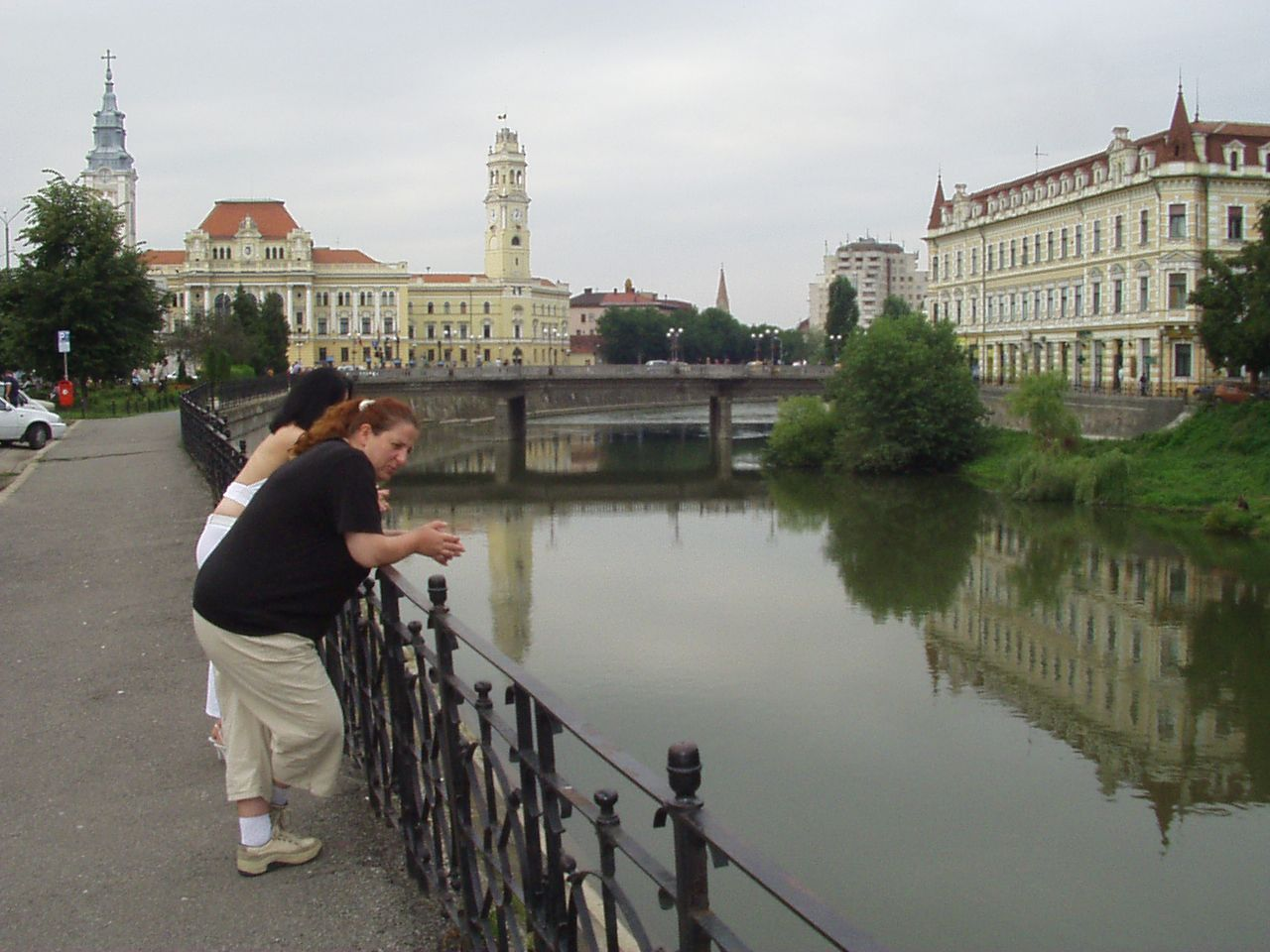
Primăria municipiului Oradea văzută de pe malul râului Crișul Repede
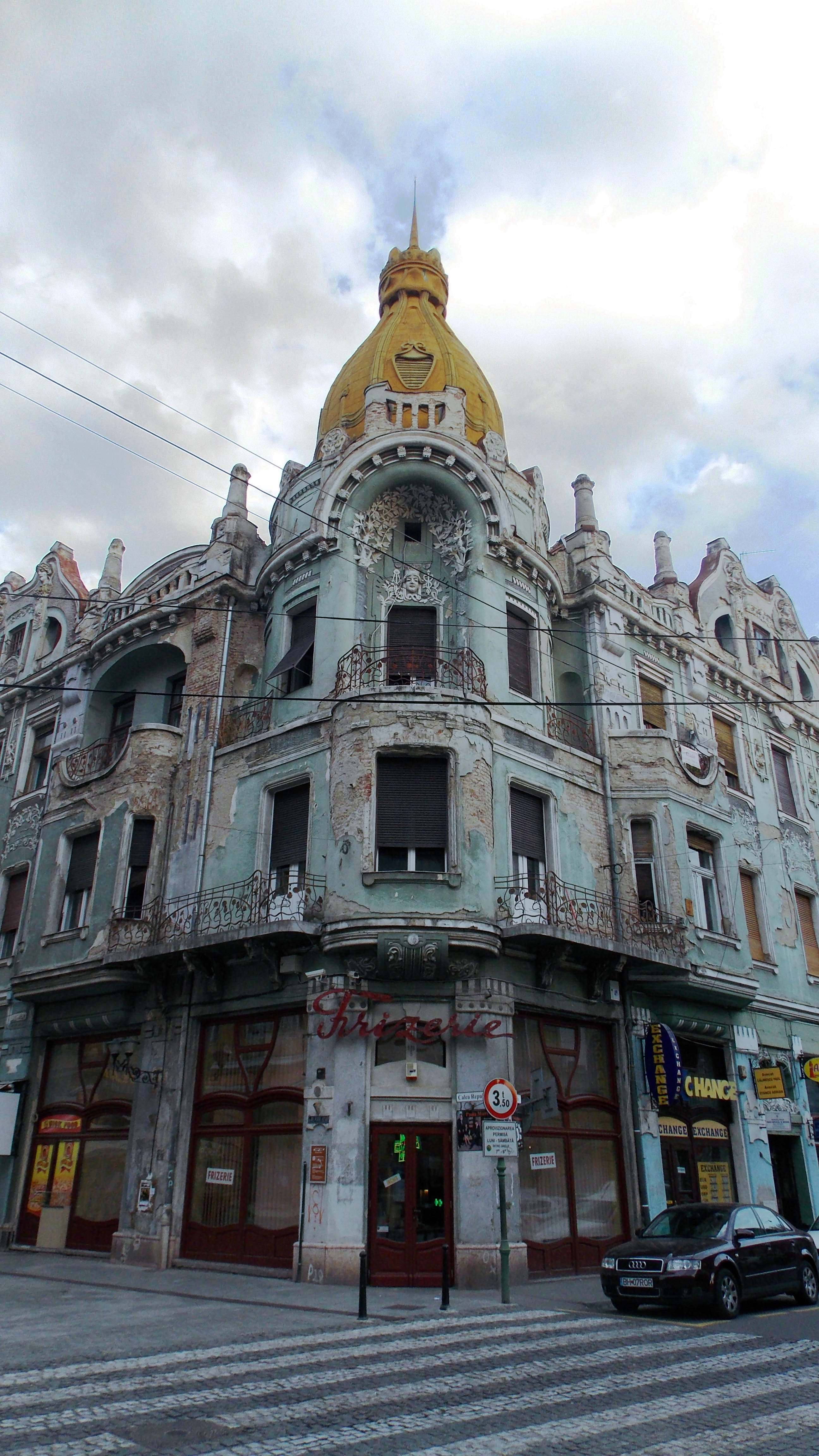
Palatul Moskovits Miksa - Oradea, 1905
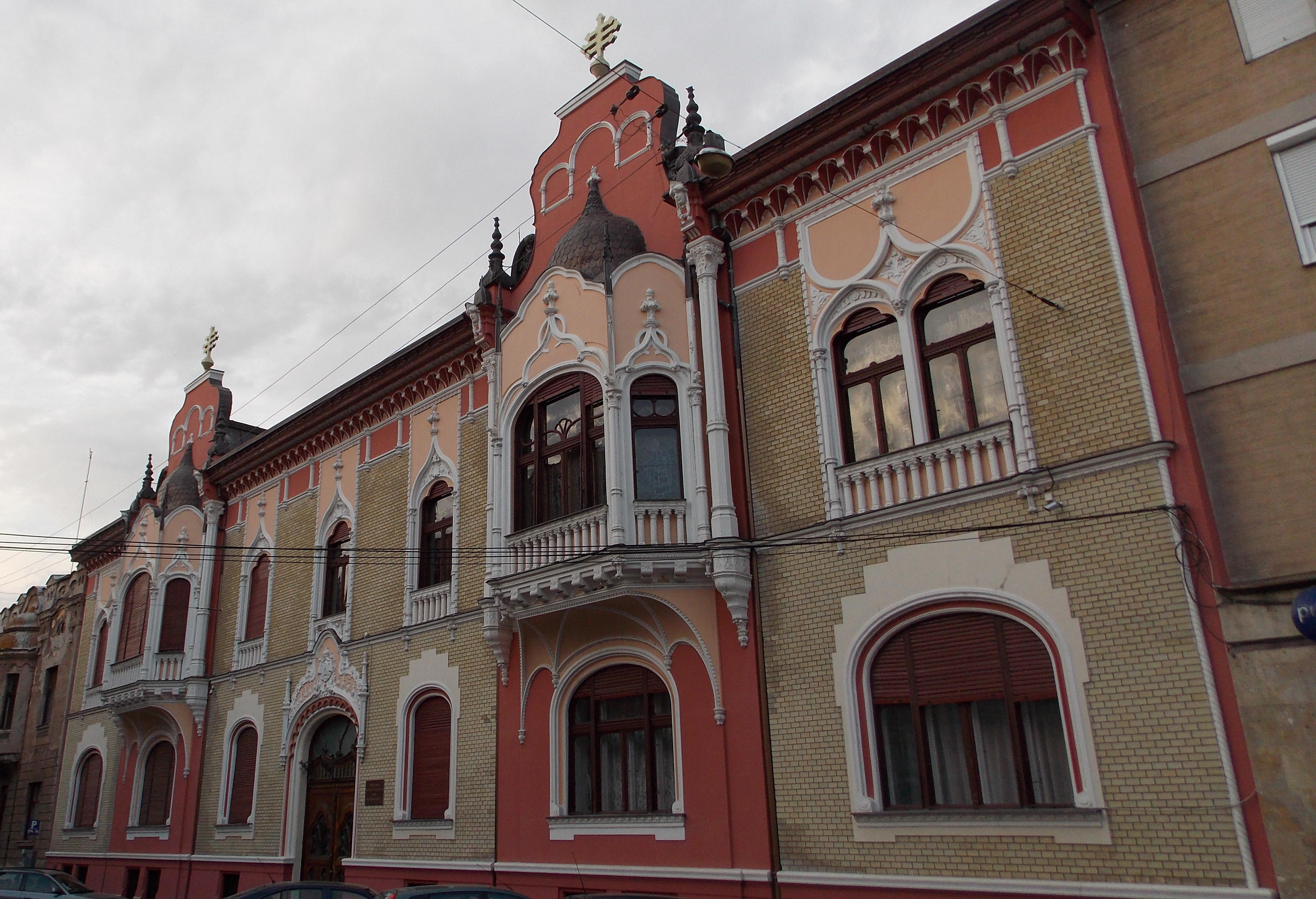
Palatul Kálmán Rimanoczy jr. Oradea (azi Palatul Episcopiei Greco-catolice), 1905
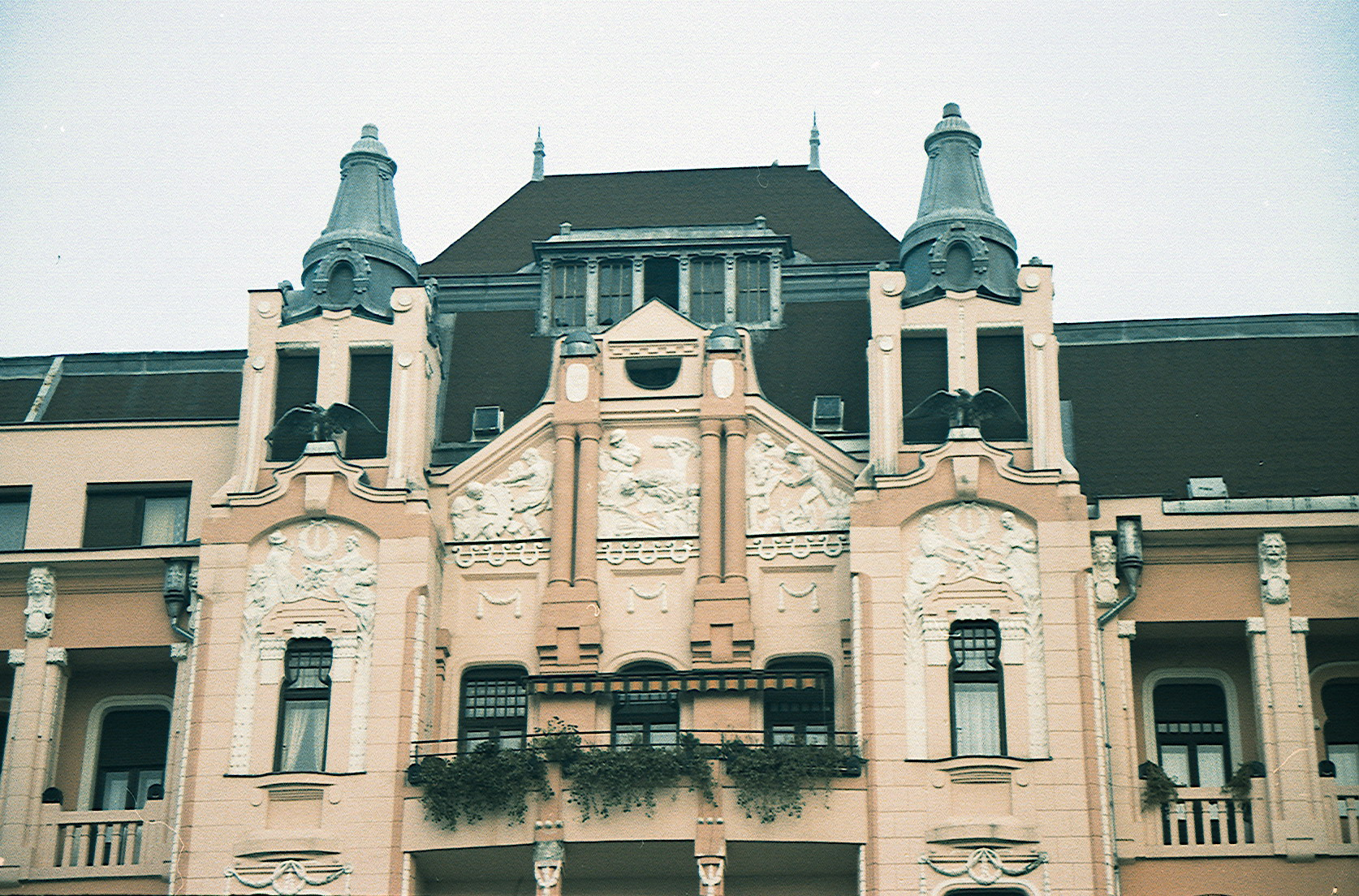
Banca de Economii, Debrețin, Ungaria, 1908-1910
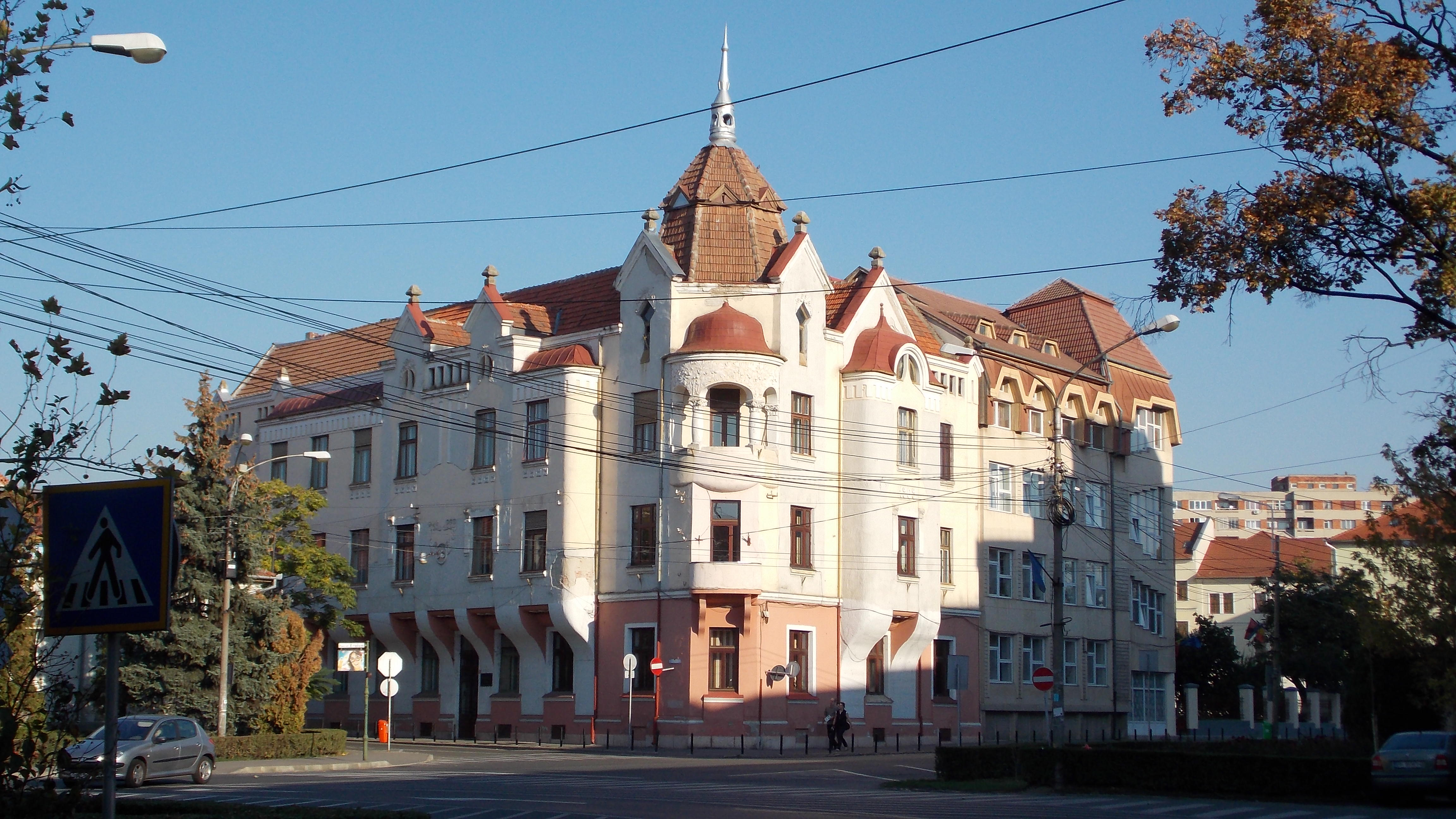
Baroul avocaților, Oradea, 1909